# Dobbins Heights
Dobbins Heights és una població dels Estats Units a l'estat de Carolina del Nord. Segons el cens del 2000 tenia 936 habitants.

## Demografia
Segons el cens del 2000, Dobbins Heights tenia 936 habitants, 383 habitatges i 224 famílies. La densitat de població era de 406,1 habitants per km².
Dels 383 habitatges en un 26,1% hi vivien nens de menys de 18 anys, en un 26,4% hi vivien parelles casades, en un 25,8% dones solteres, i en un 41,5% no eren unitats familiars. En el 37,9% dels habitatges hi vivien persones soles el 17,8% de les quals corresponia a persones de 65 anys o més que vivien soles. El nombre mitjà de persones vivint en cada habitatge era de 2,4 i el nombre mitjà de persones que vivien en cada família era de 3,25.
Per edats la població es repartia de la següent manera: un 31% tenia menys de 18 anys, un 8% entre 18 i 24, un 24,4% entre 25 i 44, un 22,8% de 45 a 60 i un 13,9% 65 anys o més.
L'edat mediana era de 35 anys. Per cada 100 dones de 18 o més anys hi havia 78,9 homes.
La renda mediana per habitatge era de 21.193 $ i la renda mediana per família de 23.750 $. Els homes tenien una renda mediana de 22.202 $ mentre que les dones 19.706 $. La renda per capita de la població era de 12.050 $. Entorn del 27,8% de les famílies i el 32,6% de la població estaven per davall del llindar de pobresa.

## Poblacions més properes
El següent diagrama mostra les poblacions més properes.